# Ittes József
Ittes József (Mezőkövesd, 1954. –) magyar színész.

## Életpályálya
Színészi pályafutását a budapesti Nemzeti Színház stúdiójában kezdte, innen 1978-ban a Miskolci Nemzeti Színházhoz szerződött. 1981-től a nyíregyházi Móricz Zsigmond Színház állandó társulatának alapító tagja volt. 1984-től ismét Miskolcon játszott. 1988-tól 1996-ig az egri Gárdonyi Géza Színház színművésze volt.

## Fontosabb színházi szerepei
- William Shakespeare: Vízkereszt vagy amit akartok... Valentine, nemesúr
- Friedrich Schiller: Haramiák... Haramia
- Carlo Goldoni: Két úr szolgája... Első hordár
- Alexandre Dumas: A három testőr... Első testőr
- Georg Büchner: Danton halála... Paris
- Anton Pavlovics Csehov: Lakodalom... Mozgovoj, Dmitrij Sztyepanovics, matróz
- Makszim Gorkij: Kispolgárok... Siheder
- Tennessee Williams: A vágy villamosa... Rendőr
- Friedrich Dürrenmatt: Az öreg hölgy látogatása... Karl, Illék fia
- Alfred de Musset: Lorenzaccio... Tomaso Strozzi
- Bertolt Brecht: Galilei élete... Nagyon sovány barát
- Bertolt Brecht: A szecsuáni jólélek... Pincér
- Jean Anouilh: Eurüdiké... A kis ügyelő
- Jaroslav Hašek: Svejk a hátországban... Ringliárus; Katona
- Frank Wedekind: A tavasz ébredése... Galotza tanár úr
- Maurice Maeterlinck: A kék madár... A Cukor
- Jean Giraudoux: Trójában nem lesz háború... Olpidész
- Ariano Suassuna: A kutya testamentuma... Szerzetes
- Robert Thomas: Szegény Dániel... Rendőr
- Giulio Scarnicci – Renzo Tarabusi: Kaviár és lencse... Marcello, kifutófiú
- Joseph Kesselring: Arzén és levendula... Rooney hadnagy
- Jókai Mór: Thália szekerén... I. Gavallér
- Bródy Sándor: A medikus... Adolf, írnok, vőlegény
- Bródy Sándor: A tanítónő... Prímás
- Molnár Ferenc: Az üvegcipő... Urasági inas
- Szomory Dezső: II. Lajos király... Bakics Tamás
- Gárdonyi Géza:  A láthatatlan ember... Rusztikiosz, konstantinápolyi követ
- Móricz Zsigmond: Úri muri... Pincér
- Illyés Gyula: Kegyenc... Julianus, patrícius ifjú
- Füst Milán: Negyedik Henrik király... Konrád
- Örkény István: Tóték... Lőrincke, szomszéd
- Hegedüs Géza: Mátyás király Debrecenben... Ragya, martalóc hadnagy
- Tamási Áron: Ördögölő Józsiás... Zápor
- Tamási Áron: Búbos vitéz... Mókus, költő
- Schwajda György: Segítség... Operatőr
- Zahora Mária: Fekete esernyő... Beteg szomszéd
- Huszka Jenő: Mária fóhadnagy... Raksányi, jurátus; Kocsmáros
- Jacobi Viktor: Sybill... Szállodaportás
- Hervé: Nebáncsvirág... Káplár
- Zerkovitz Béla: Csókos asszony... Ricsi gróf
- Déry Tibor – Pós Sándor – Presser Gábor – Adamis Anna: Képzelt riport egy amerikai popfesztiválról... René
- Presser Gábor – Sztevanovity Dusán – Horváth Péter: A padlás... Meglökő

## Filmek, tv
- Búbos vitéz (színházi előadás tv-felvétele, 1983)